# Юрика (тауншип, Миннесота)
Юрика (англ. Eureka) — тауншип в округе Дакота, Миннесота, США. На 2000 год его население составило 1490 человек.

## География
По данным Бюро переписи населения США площадь тауншипа составляет 92,9 км², из которых 91,6 км² занимает суша, а 1,3 км² — вода (1,42 %).

## Демография
По данным переписи населения 2000 года здесь находились 1490 человек, 496 домохозяйств и 407 семей. Плотность населения — 16,3 чел./км².  На территории тауншипа расположена 501 постройка со средней плотностью 5,5 построек на один квадратный километр. Расовый состав населения: 97,99 % белых, 0,27 % коренных американцев, 0,34 % азиатов, 0,54 % — других рас США и 0,87 % приходится на две или более других рас. Испанцы или латиноамериканцы любой расы составляли 1,14 % от популяции тауншипа.
Из 469 домохозяйств в 41,1 % воспитывались дети до 18 лет, в 74,2 % проживали супружеские пары, в 2,6 % проживали незамужние женщины и в 17,9 % домохозяйств проживали несемейные люди. 14,3 % домохозяйств состояли из одного человека, при том 4,4 % из — одиноких пожилых людей старше 65 лет. Средний размер домохозяйства — 3,00, а семьи — 3,33 человека.
30,1 % населения — младше 18 лет, 6,3 % — в возрасте от 18 до 24 лет, 29,2 % — от 25 до 44, 27,4 % — от 45 до 64, и 6,9 % — старше 65 лет. Средний возраст — 38 лет. На каждые 100 женщин приходилось 111,0 мужчин. На каждые 100 женщин старше 18 приходилось 109,5 мужчин.
Средний годовой доход домохозяйства составлял 66 875 долларов, а средний годовой доход семьи —  73 125 долларов. Средний доход мужчин —  45 625  долларов, в то время как у женщин — 32 788. Доход на душу населения составил 26 636 долларов. За чертой бедности находились 0,5 % семей и 1,3 % всего населения тауншипа, из которых 2,1 % старше 65 лет.